# Карл Бурман (старший)
Карл Фрідріх Бурман старший (Карл Карлович Бурман; ест. Karl Burman vanem; 5 травня (17 травня за новим стилем) 1882, Суми Харківської губернії — 10 травня 1965, Таллінн) — естонський архітектор, художник (графік). Брат Пауля Бурмана, батько Карла Бурмана (молодшого), які теж були художниками.

## Біографічні відомості
Народився в Україні. У 1899 —1900 роках навчався в Строгановському училищі в Москві, в 1900 —1902 роках — в Центральному училищі технічного рисування барона Штігліца в Санкт-Петербурзі. Закінчив Петербурзьку академію мистецтв (навчався в 1902–1910 роках). Учень Василя Мате, Валентина Сєрова. Брав приватні уроки в К. Віклера в Таллінні.
Багато мандрував Європою. Жив і працював у Таллінні. Від 1910 року проектував будинки.
Персональні виставки відбулися в Таллінні (1906, 1918, 1957), Ризі (1911, 1958), Тарту (1958).
Автор низки акварелей («Вид на Таллінн», «Пярну», «Остров Хіума. Дорога Орьяку» та ін.).